# Tarantel Tango
Tarantel Tango ist ein Kartenspiel von Jacques Zeimet, das 2009 bei Drei Magier Spiele und in den Folgejahren bei mehreren weiteren Verlagen international erschienen ist. In Teilen ähnelt es den von dem gleichen Autoren veröffentlichten Spielen Die fiesen 7 von 2015 und Dodelido von 2016.

## Spielweise
Bei dem Spiel Tarantel Tango geht es darum, dass alle Mitspieler möglichst schnell ihre Karten loswerden müssen. Thematisch versucht eine Tarantel einen Tanzpartner für einen Tango zu gewinnen, bei ihrem Anblick ergreifen allerdings alle potenziellen Mittänzer die Flucht. Das Spielmaterial besteht neben der Spielanleitung aus einem fünfseitigen Tarantelplättchen mit der Tango-Tarantel und 120 Spielkarten, in denen neben Hunden, Kühen, Eseln, Ziegen, Katzen und Papageien auch fünf Tarantelkarten enthalten sind.

### Spielablauf
Zum Beginn des Spiels wird die Tango-Tarantel in die Tischmitte gelegt. Die 120 Karten werden gut gemischt und dann gleichmäßig an alle Mitspieler verteilt, die sie jeweils als verdeckten Stapel auf die Hand nehmen.
Das Spiel beginnt mit einem Startspieler, der die oberste Karte seines Kartenstapels offen an eine der fünf Seiten des Tarantelplättchens legt. Danach folgen die anderen Spieler im Uhrzeigersinn. Je nachdem, was der Spieler ausgelegt hat, muss der folgende Spieler reagieren. Handelt es sich um ein Tier mit einer Tarantel, muss er den Tierlaut des abgebildeten Tieres nachahmen und seine eigene Karte offen ein Feld weiter ablegen. Sind auf der Karte neben dem Tier zwei Taranteln abgebildet, muss er den Tierlaut zweimal nachahmen und die eigene Karte ein Feld weiter ablegen. Befindet sich auf der Karte dagegen keine Tarantel, legt er die Karte ein Feld weiter ab, ohne einen Tierlaut nachzuahmen. Bei einem Doppeltier muss er die Karte ebenfalls ohne Tierlaut zwei Felder weiter ablegen. Unabhängig von der Karte hat jeder Spieler immer nur zwei Sekunden, um zu reagieren und den richtigen Tierlaut zu machen. Wenn ein Spieler zu lange zögert, einen falschen Laut von sich gibt (auch „Öh“ oder „Äh“) oder einen Laut von sich gibt, wenn er keinen machen muss, muss alle bereits ausliegenden Karten auf die eigene Hand nehmen. Handelt es sich um eine Tarantelkarte, schlagen alle Spieler möglichst schnell vor sich auf den Tisch; der langsamste Spieler muss alle ausliegenden Karten auf die Hand nehmen. Klatscht jemand auf den Tisch, ohne dass eine Tarantelkarte gespielt wurde, muss er ebenfalls die Karten aufnehmen.
Das Spiel endet, wenn ein Spieler keine Karten mehr auf der Hand hat und damit das Spiel als Sieger beendet.

### Erweiterte Regeln
Neben dem Basisspiel werden vom Autor und Verlag „Regeln für Fortgeschrittene“ empfohlen, bei denen alle Tiere noch weitere Eigenschaften bekommen:
- der Esel ist störrisch; immer, wenn ein Esel aufgedeckt wurde, muss die nächste Karte auf dasselbe Feld gelegt werden.
- der Hund läuft in die Gegenrichtung: Immer, wenn ein Hund aufgedeckt wird, wechselt die Ablagerichtung für die folgenden Karten, bis der nächste Hund auftaucht.
- die Kuh spielt doppelt: Legt ein Spieler eine Kuh, muss er selbst auf die Karte reagieren (muhen oder schweigen) und eine weitere Karte spielen. Ist der Nachfolger zu hastig und legt eine Karte, muss er alle Karten nehmen.
- der Papagei wiederholt: Ein Papagei ohne Tarantel wiederholt den Tierlaut des Vorgängers, ein Doppelpapagei spricht ihn sogar doppel nach. Ist auf der Karte eine Tarantel abgebildet, ruft er allerdings „aua“.

Alle weiteren Regeln entsprechen denen des Basisspiels.

## Ausgaben und Rezeption
Das Kartenspiel Tarantel Tango wurde von Jacques Zeimet entwickelt und 2009 bei Drei Magier Spiele, der Kinderspiel-Marke des Verlags Schmidt Spiele, veröffentlicht. Die Karten- und Spielgestaltung stammt von dem Spieleillustratoren Rolf Vogt. Das Spiel wurde zuerst in einer multilingualen Version auf Deutsch, Englisch, Französisch, Niederländisch und Italienisch veröffentlicht. In der Folge erschien das Spiel entweder direkt bei Drei Magier oder als Lizenzspiel bei verschiedenen Verlagen auch international in mehreren Versionen und Sprachen.
In der Spielweise ähnelt das Spiel stark dem 2015 bei Drei Hasen in der Abendsonne erschienen Die fiesen 7  und dem 2016 ebenfalls bei Drei Magier erschienenen Spiel Dodelido, die beide in die Empfehlungsliste der Jury zum Spiel des Jahres aufgenommen wurden.

## Belege
1. 1 2 3 4 5  Offizielle Spielregeln für Tarantel Tango
2. ↑  Versionen von Tarantel Tango in der Datenbank BoardGameGeek; abgerufen am 1. März 2018.